# 2007-es Bundesvision Song Contest
A 2007-es Bundesvision Song Contest volt a harmadik Bundesvision Song Contest, melyet Berlinben rendeztek meg, mivel a 2006-os versenyt a Berlint képviselő Seeed együttes Ding című dala nyerte. A versenyre 2007. február 9-én került sor. Sorozatban másodszor fordult elő, hogy február 9-én tartották a fesztivált. A helyszín a berlini Tempodrom volt.

## A helyszín és a verseny
A verseny pontos helyszíne a Berlinben található Tempodrom volt, amely 3 800 fő befogadására alkalmas.
| Németország Berlin |

A dalfesztivál házigazdái Stefan Raab, Johanna Klum és Elton voltak.
Akárcsak az előző években, az adás Stefan Raab és a tartományok zászlóvivőinek bevonulásával kezdődött. A verseny és a szabályok ismertetése után Raab köszöntötte a másik műsorvezetőt, Johanna Klumot is, aki szintén bevonult a helyszínre. Ezt követően egy rövid interjú erejéig színpadra lépett az előző év győztese, a Seeed. Az együttes a győztesnek járó trófeát is bemutatta, majd a dalok utáni szünetben meghívott előadóként is fellépett. Végül kapcsolták a Green Roomot, ahonnan a harmadik műsorvezető, Elton köszöntötte a nézőket.
Eredetileg egy nappal később, február 10-én rendezték volna a versenyt, de előrehozták egy nappal, hogy a német nézők a Deutschland Sucht den SuperStar című tehetségkutató második adását is láthassák.
A dalok előtti képeslapok az adott tartományról és versenyzőikről szóló kisfilmek voltak. A képeslapok előtt és után rövid felvezető szövegek hangzottak el.
A versenyt átlagosan 2,4 millió néző kísérte figyelemmel, 1,72 millióan a célközönségből (14–49 év).
Érdekesség, hogy az első három helyezett tartományok szomszédosak egymással.

## A résztvevők
A versenyen Németország tizenhat tartománya vett részt.
Az itt győztes Marta Jandovának ez volt a második szereplése a versenyen: korábban 2005-ben, a finn Apocalypticával együtt, Baden-Württemberg képviseletében szerepelt. Ezenkívül Václav Noid Bárta közreműködésében Csehországot képviselte később, a 2015-ös Eurovíziós Dalfesztiválon, de a duett az elődöntőből nem jutott be a döntőbe. Másodszor vett részt a bajor színekben induló Suzie Kerstgens is, aki korábban szintén 2005-ben indult, akkor azonban a Saar-vidék versenyzőjeként és a Klee tagjaként. Ezúttal viszont az Anajo együttessel kiegészülve szerepelt. A hamburgi Jan Delay pedig a 2011-es Eurovíziós Dalfesztivál döntőjében meghívott előadóként lépett fel.

## A szavazás
A szavazás a fellépési sorrendnek megfelelően történt, vagyis Berlin volt az első, és Hamburg lett volna az utolsó szavazó, de technikai okok miatt Türingia és Szász-Anhalt pontjait jelentették be utoljára, valamint Bajorországot is később, Bréma után kapcsolták.
Minden tartomány az eurovíziós rendszerben szavazott, vagyis 1-8, 10 és 12 pontot osztottak ki a legjobbnak ítélt tíz dalnak. A nemzetközi versennyel ellentétben azonban saját dalra is lehetett szavazni, így a legtöbb tartomány saját magának adta a maximális tizenkét pontot.
Az elsőként szavazó Berlin saját magát helyezte az élre, így első alkalommal fordult elő, hogy nem a későbbi győztes került rögtön az első helyre. Hessen nyolc pontjával csatlakozott hozzá Hamburg, majd a tíz ponttal Alsó-Szászország is. A holtversenyt Mecklenburg-Elő-Pomeránia Berlinnek adott öt pontja oldotta fel. A hat pont után Alsó-Szászország, a tíz pont után Hamburg vette át a vezetést. Szászország hat pontjával Berlin, a hét ponttal pedig Hamburg került az élre. Brandenburg hét pontjával Alsó-Szászország és Hamburg holtversenyben vezetett, de Észak-Rajna-Vesztfália hat pontjával Berlin állt az első helyen. A nyolc pont után ismét Hamburg, a tíz ponttal pedig ismét Alsó-Szászország vette át a vezetést. Ezt követően többször holtverseny alakult ki a két tartomány között az első helyen, és többször is váltották egymást az élen.
Először fordult elő, hogy az utolsó pillanatokban még nem dőlt el a végeredmény: az utolsóként szavazó Szász-Anhalt Alsó-Szászországnak adott tíz pontja döntötte csak el a versenyt.
Ez volt Alsó-Szászország első győzelme. A győztes dal minden tartománytól kapott pontot, a legkevesebb hatot Mecklenburg-Elő-Pomeránia adta. Emellett két tartománytól – Rajna-vidék-Pfalz és Alsó-Szászország – gyűjtötte be a legmagasabb tizenkét pontot.
Rajna-vidék-Pfalzot a saját magának adott tíz pont mentette meg a nulla pontos utolsó helytől.

## Eredmények
| #  | Tartomány                 | Nyelv        | Előadó                          | Dal                   | Magyar fordítás      | Helyezés | Pontszám |
| -- | ------------------------- | ------------ | ------------------------------- | --------------------- | -------------------- | -------- | -------- |
| 01 | Berlin                    | német        | MIA.                            | Zirkus                | Cirkusz              | 4.       | 96       |
| 02 | Hessen                    | német, angol | D-Flame                         | Mom Song              | Anya dal             | 7.       | 67       |
| 03 | Mecklenburg-Elő-Pomeránia | német        | Melotron                        | Das Herz              | A szív               | 13.      | 13       |
| 04 | Szászország               | német        | Manja                           | Es ist die Liebe      | Ez a szerelem        | 13.      | 13       |
| 05 | Szász-Anhalt              | német        | Jenna+Ron                       | Jung und willig       | Fiatal és készséges  | 8.       | 56       |
| 06 | Saar-vidék                | német        | B-Stinged Butterfly             | Liebe                 | Szerelem             | 12.      | 17       |
| 07 | Brandenburg               | német        | Beatplanet                      | Dreh dich um und geh  | Fordulj meg és menj! | 15.      | 11       |
| 08 | Észak-Rajna-Vesztfália    | német        | Pohlmann                        | Mädchen und Rabauken  | Lányok és vagányok   | 5.       | 95       |
| 09 | Rajna-vidék-Pfalz         | német, angol | Kalle és M.A.R.S. Allstars      | Aber Nice             | De aranyos           | 16.      | 10       |
| 10 | Bajorország               | német        | Anajo és Suzie Kerstgens        | Wenn du nur wüsstest  | Ha csak tudnád…      | 9.       | 33       |
| 11 | Alsó-Szászország          | német        | Oomph! és Marta Jandová         | Träumst du?           | Álmodsz?             | 1.       | 147      |
| 12 | Baden-Württemberg         | német        | Tele                            | Mario                 | Márió                | 10.      | 23       |
| 13 | Bréma                     | német        | Lea Finn                        | Ich weiß und du weißt | Tudom és te tudod    | 11.      | 20       |
| 14 | Schleswig-Holstein        | német        | Kim Frank                       | Lara                  | —                    | 3.       | 101      |
| 15 | Türingia                  | német, angol | Northern Lite és Chapeau Claque | Enemy                 | Ellenség             | 6.       | 88       |
| 16 | Hamburg                   | német        | Jan Delay                       | Feuer                 | Tűz                  | 2.       | 138      |

## Ponttáblázat

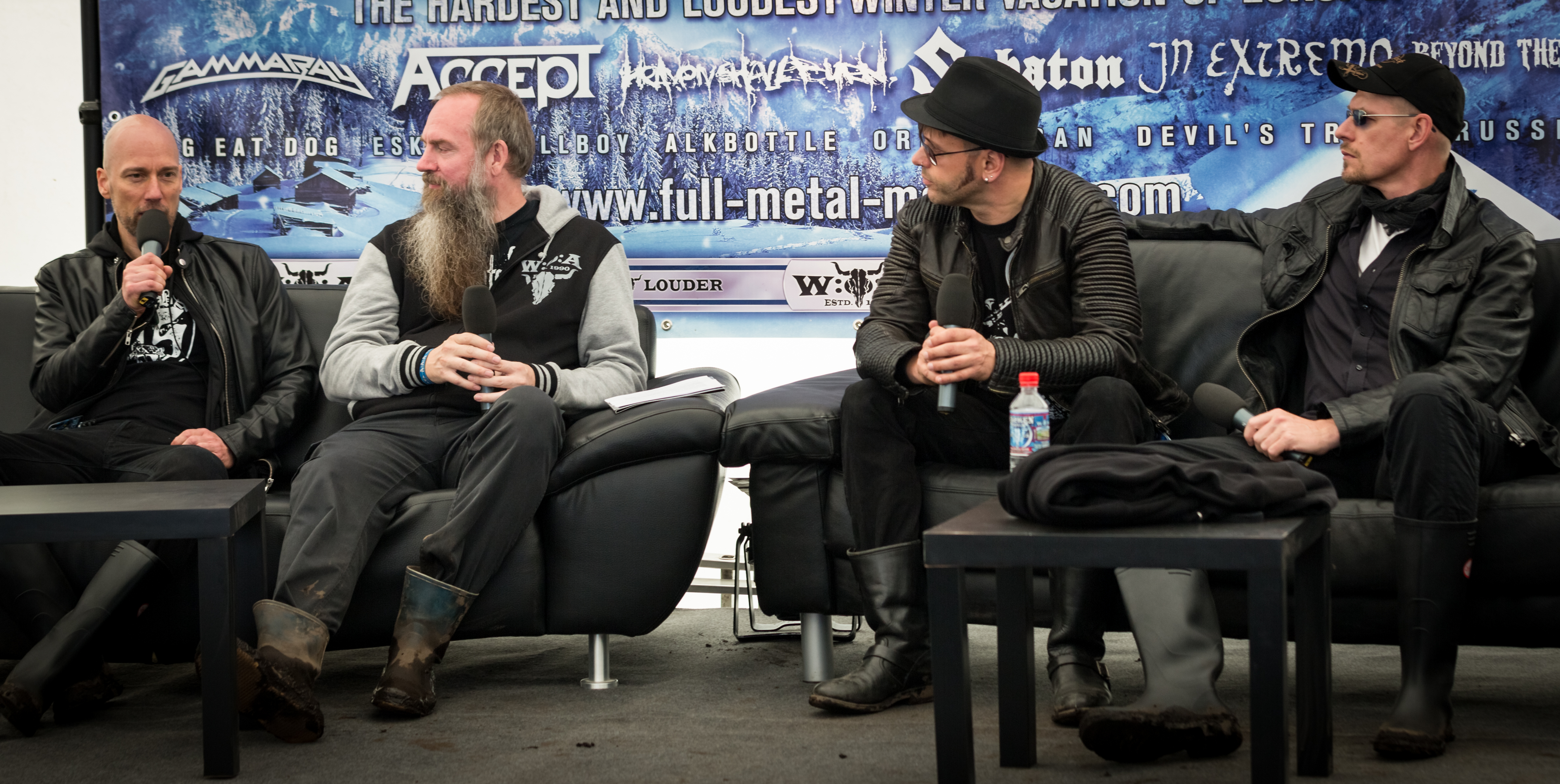
Oomph!, a verseny győztese Alsó-Szászországból

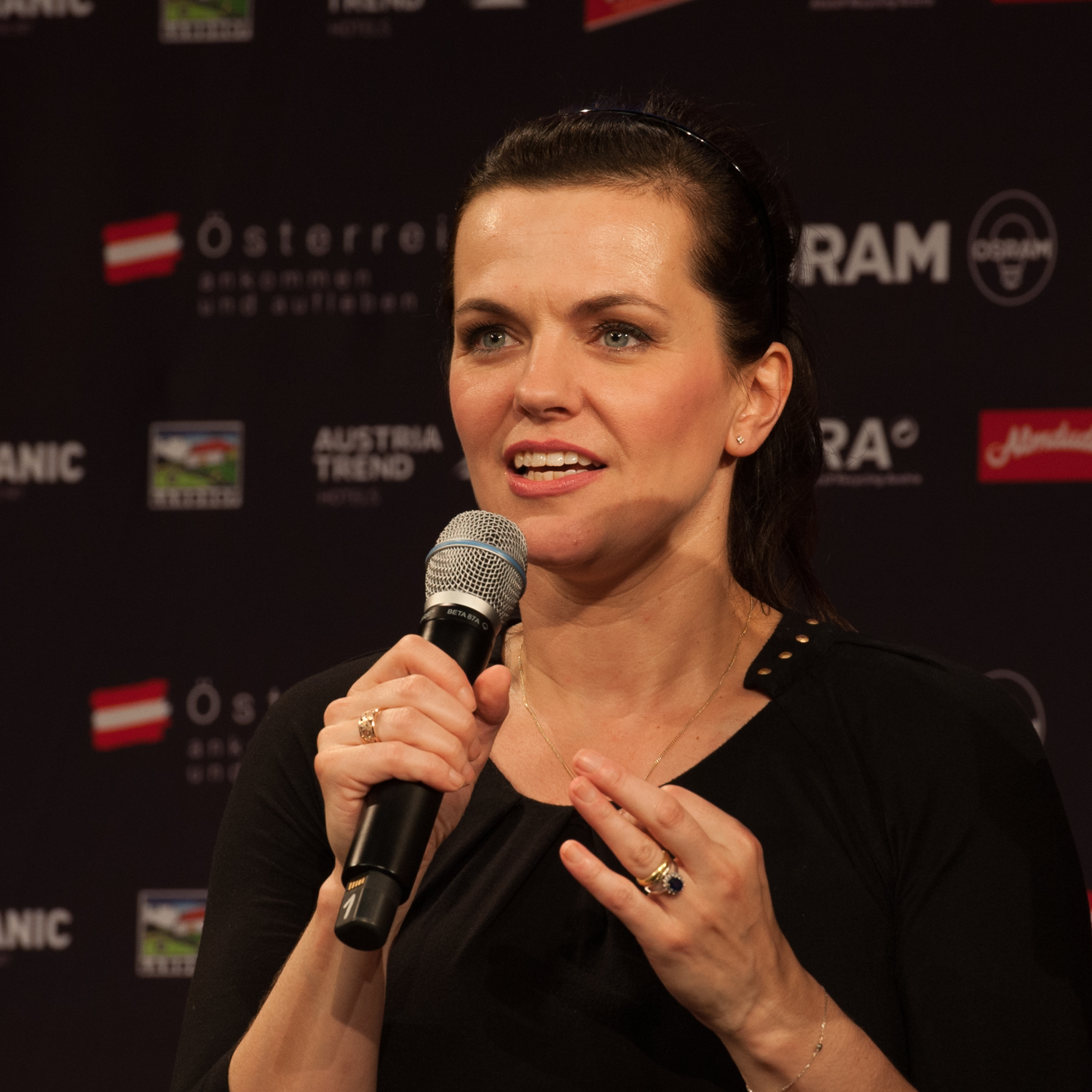
Marta Jandová, a verseny győztese Alsó-Szászországból

| Berlin                    | 96  | 12 | 6  | 5  | 6  | 4  | 12 | 6  | 4  | 5  | 4  | 3  | 4  | 6  | 6  | 8  | 5  |
| Hessen                    | 67  | 2  | 12 | 2  | 2  | 3  | 1  | 5  | 7  | 4  | 7  | 4  | 3  | 5  | 4  | 3  | 3  |
| Mecklenburg-Elő-Pomeránia | 13  |    |    | 12 | 1  |    |    |    |    |    |    |    |    |    |    |    |    |
| Szászország               | 13  |    |    |    | 12 |    |    |    |    |    |    | 1  |    |    |    |    |    |
| Szász-Anhalt              | 56  | 4  | 3  | 3  | 4  | 1  | 3  | 4  | 2  | 3  | 2  | 2  | 2  | 4  | 3  | 4  | 12 |
| Saar-vidék                | 17  |    | 1  |    |    | 12 |    |    | 3  |    |    |    |    |    |    | 1  |    |
| Brandenburg               | 11  | 1  |    |    |    |    | 10 |    |    |    |    |    |    |    |    |    |    |
| Észak-Rajna-Vesztfália    | 95  | 3  | 7  | 4  | 3  | 6  | 4  | 12 | 6  | 8  | 6  | 7  | 6  | 7  | 7  | 5  | 4  |
| Rajna-vidék-Pfalz         | 10  |    |    |    |    |    |    |    | 10 |    |    |    |    |    |    |    |    |
| Bajorország               | 33  |    | 2  | 1  |    | 7  | 2  | 2  |    | 1  | 1  |    | 12 |    | 1  | 2  | 2  |
| Alsó-Szászország          | 147 | 8  | 10 | 6  | 8  | 10 | 7  | 10 | 12 | 12 | 10 | 8  | 10 | 8  | 8  | 10 | 10 |
| Baden-Württemberg         | 23  | 5  |    |    |    |    |    |    |    |    | 12 |    | 1  | 2  | 2  |    | 1  |
| Bréma                     | 20  |    |    |    |    |    |    | 1  |    | 6  |    | 12 |    | 1  |    |    |    |
| Schleswig-Holstein        | 101 | 6  | 5  | 7  | 5  | 5  | 5  | 7  | 5  | 7  | 5  | 5  | 5  | 12 | 10 | 6  | 6  |
| Türingia                  | 88  | 7  | 4  | 8  | 10 | 2  | 8  | 3  | 1  | 2  | 3  | 6  | 7  | 3  | 5  | 12 | 7  |
| Hamburg                   | 138 | 10 | 8  | 10 | 7  | 8  | 6  | 8  | 8  | 10 | 8  | 10 | 8  | 10 | 12 | 7  | 8  |

### 12 pontok
| Darab | Jutalmazott tartomány     | Szavazó tartomány                   |
| ----- | ------------------------- | ----------------------------------- |
| 2     | Alsó-Szászország          | Alsó-Szászország, Rajna-vidék-Pfalz |
| 2     | Berlin                    | Berlin, Brandenburg                 |
| 1     | Baden-Württemberg         | Baden-Württemberg                   |
| 1     | Bajorország               |                                     |
| 1     | Bréma                     |                                     |
| 1     | Észak-Rajna-Vesztfália    |                                     |
| 1     | Hamburg                   |                                     |
| 1     | Hessen                    |                                     |
| 1     | Mecklenburg-Elő-Pomeránia |                                     |
| 1     | Saar-vidék                |                                     |
| 1     | Schleswig-Holstein        |                                     |
| 1     | Szász-Anhalt              |                                     |
| 1     | Szászország               |                                     |
| 1     | Türingia                  |                                     |

## Visszatérő előadók
| Előadó                                      | Tartomány        | Előző év(ek)                                                              |
| ------------------------------------------- | ---------------- | ------------------------------------------------------------------------- |
| Marta Jandová (az Oomph! közreműködésében)  | Alsó-Szászország | 2005 (az Apocalyptica közreműködésében; Baden-Württemberg képviseletében) |
| Suzie Kerstgens (az Anajo közreműködésében) | Bajorország      | 2005 (a Klee tagjaként; a Saar-vidék képviseletében)                      |

## Térkép

| Győztes 2. helyezett 3. helyezett 4. helyezett 5. helyezett 6. helyezett 7. helyezett 8. helyezett | 9. helyezett 10. helyezett 11. helyezett 12. helyezett 13. helyezett 14. helyezett 15. helyezett 16. helyezett |

## Részt vevő rádióállomások
Az Eurovíziós Dalfesztivállal ellentétben ezen a versenyen regionális rádióállomások választják ki a tartományok képviselőit. A 2007-es verseny részt vevő rádióállomásai a következők voltak:
| - radio ffn - bigFM - Energy - Energy Berlin - KenFM - Energy Bremen - Radio NRW - Radio Hamburg | - SkyRadio - Antenne MV - bigFM - delta radio - Radio Salü - Radio Brocken - Sachsen Funkpaket - Radio Top 40 |

## Galéria
A verseny műsorvezetői:

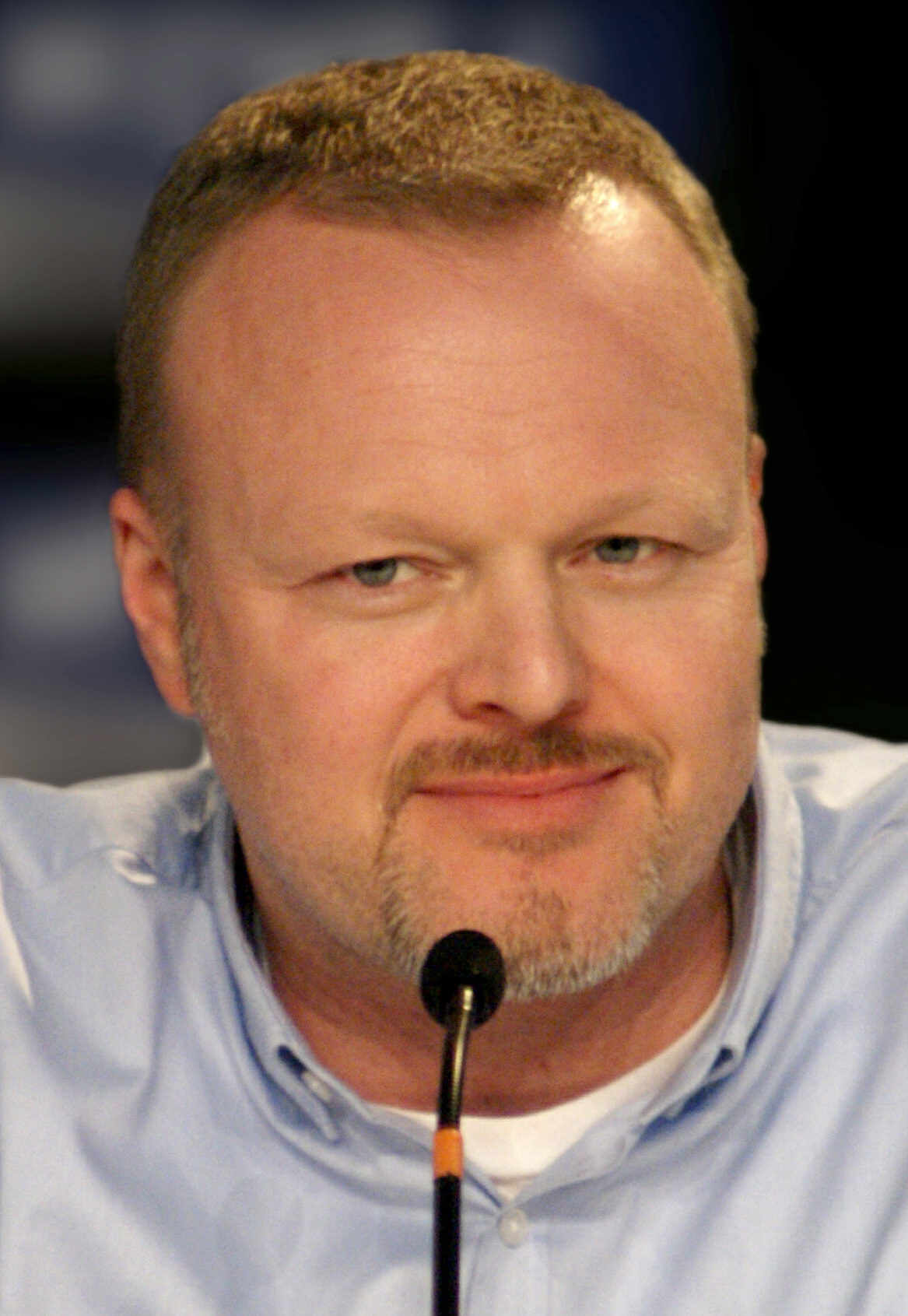
Stefan Raab
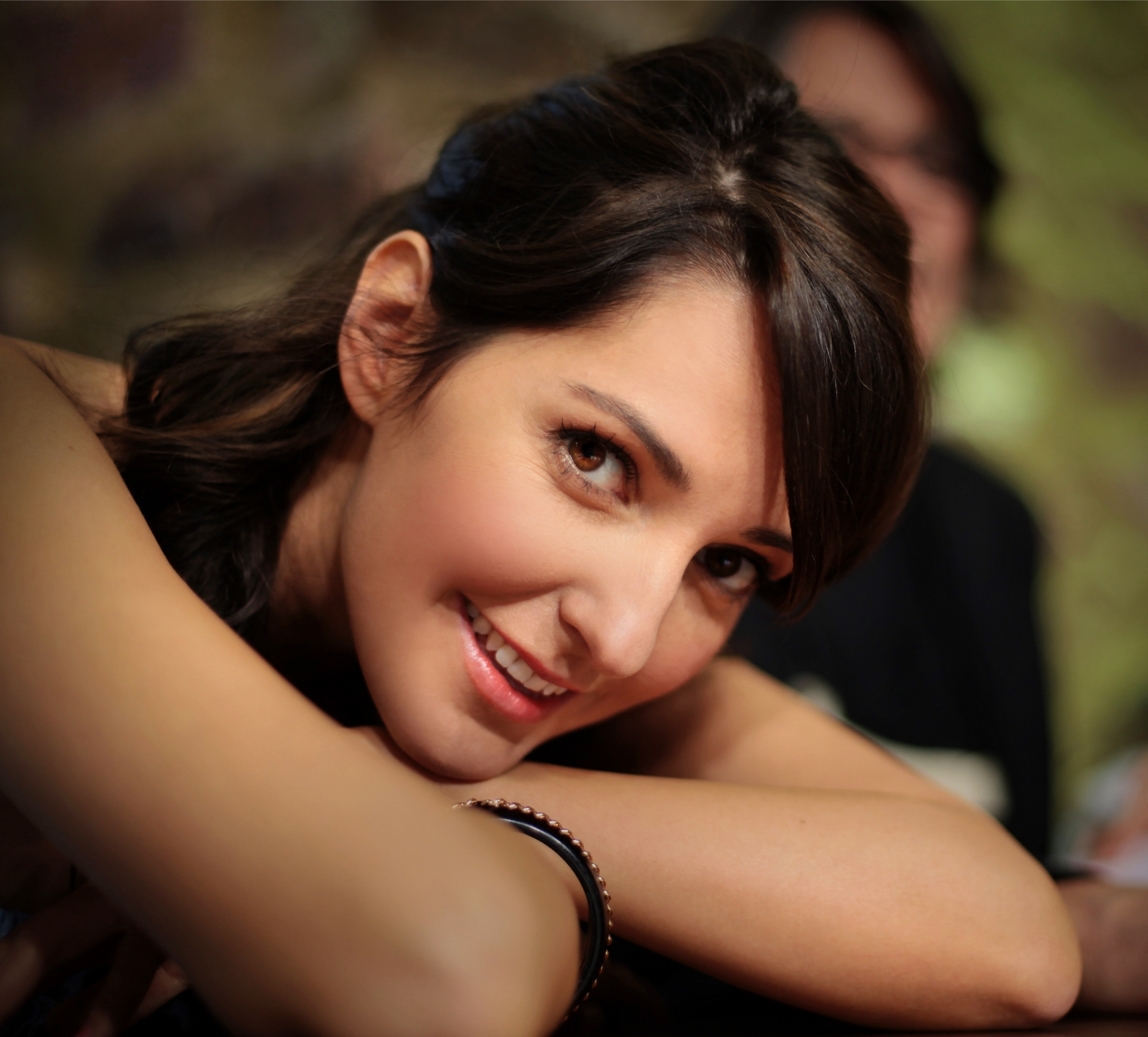
Johanna Klum
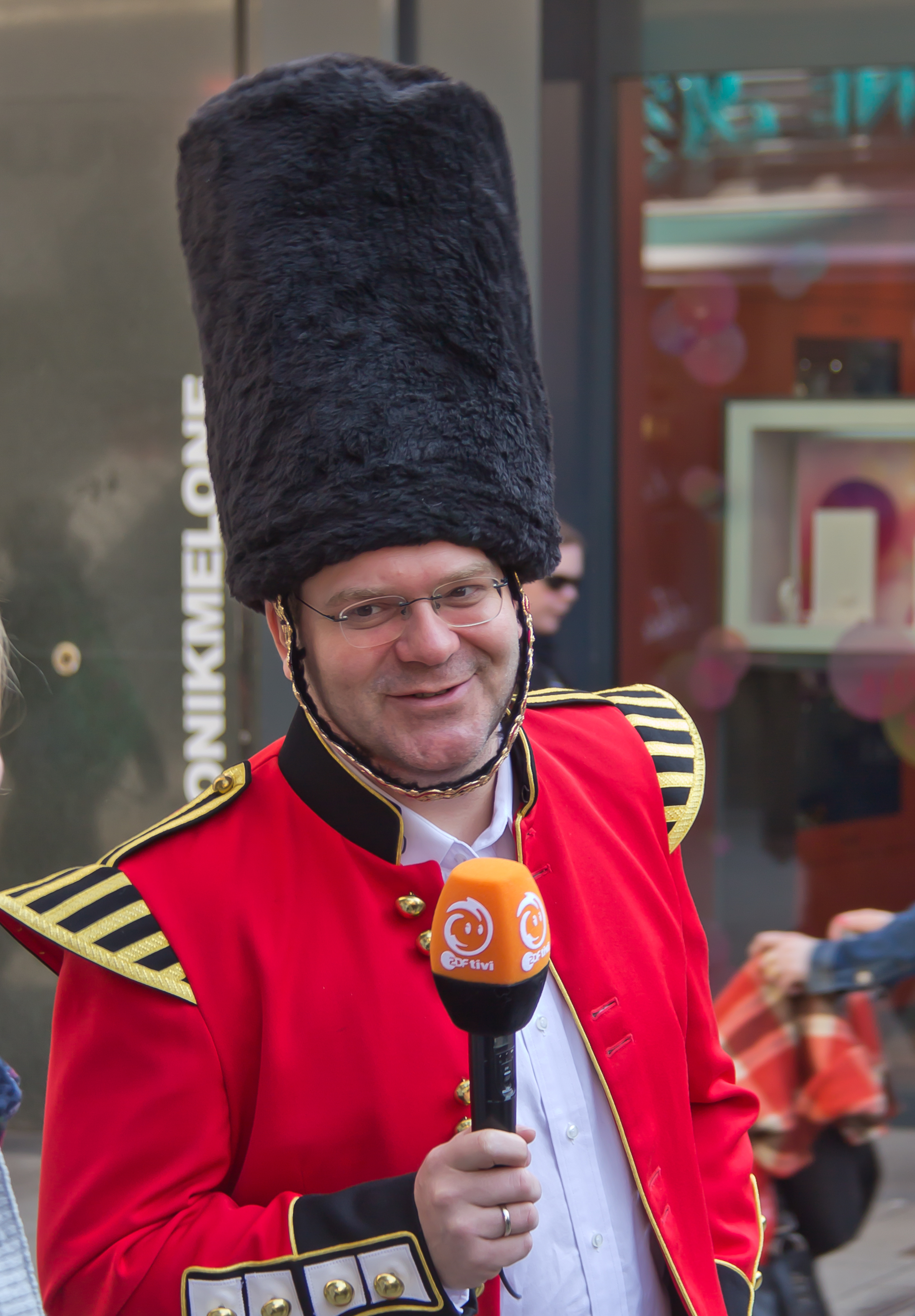
Elton